# Felsen von Saint-Guénolé

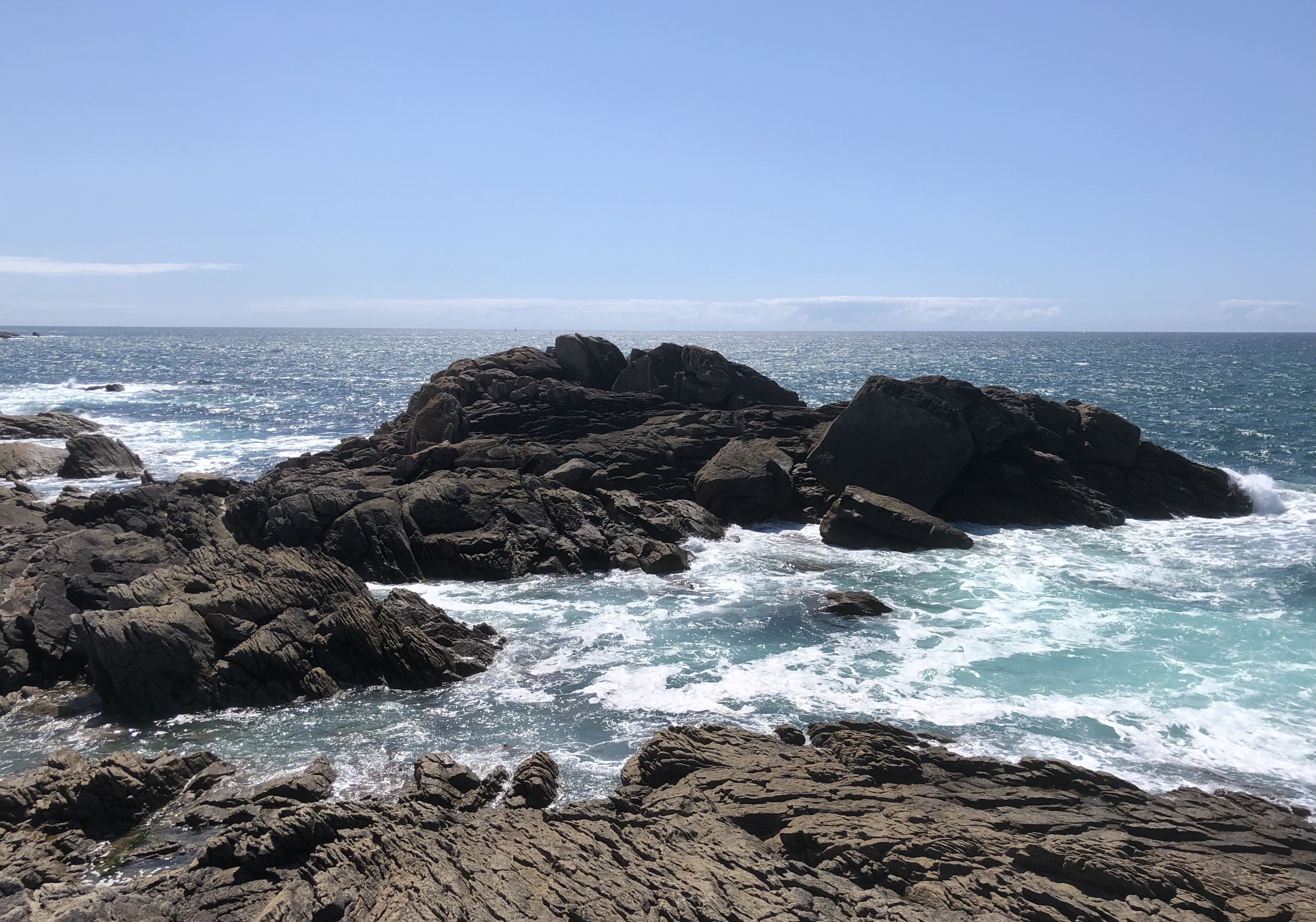
Felsen bei Saint-Guénolé im Jahr 2022

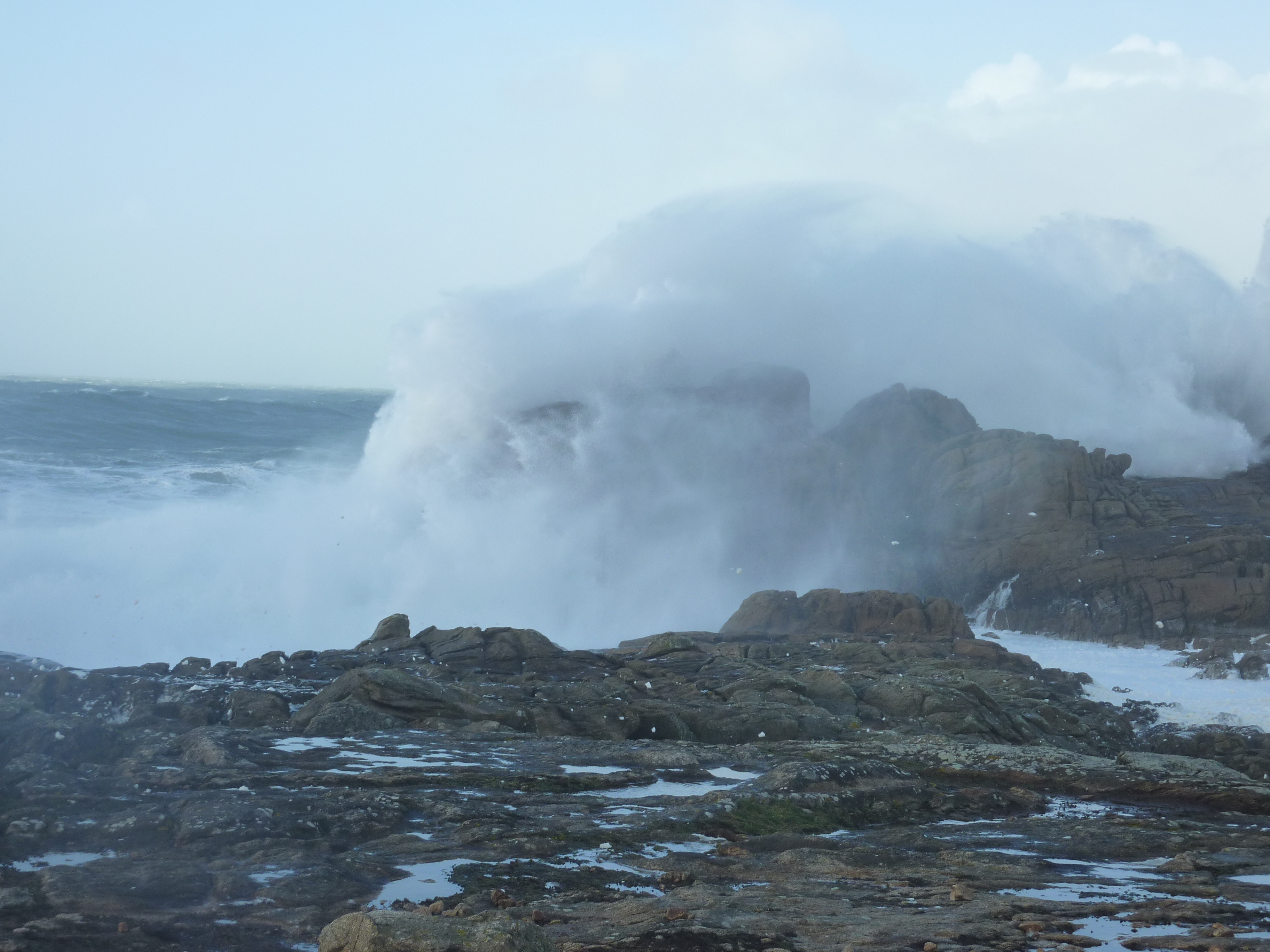
Hoher Seegang, 2014

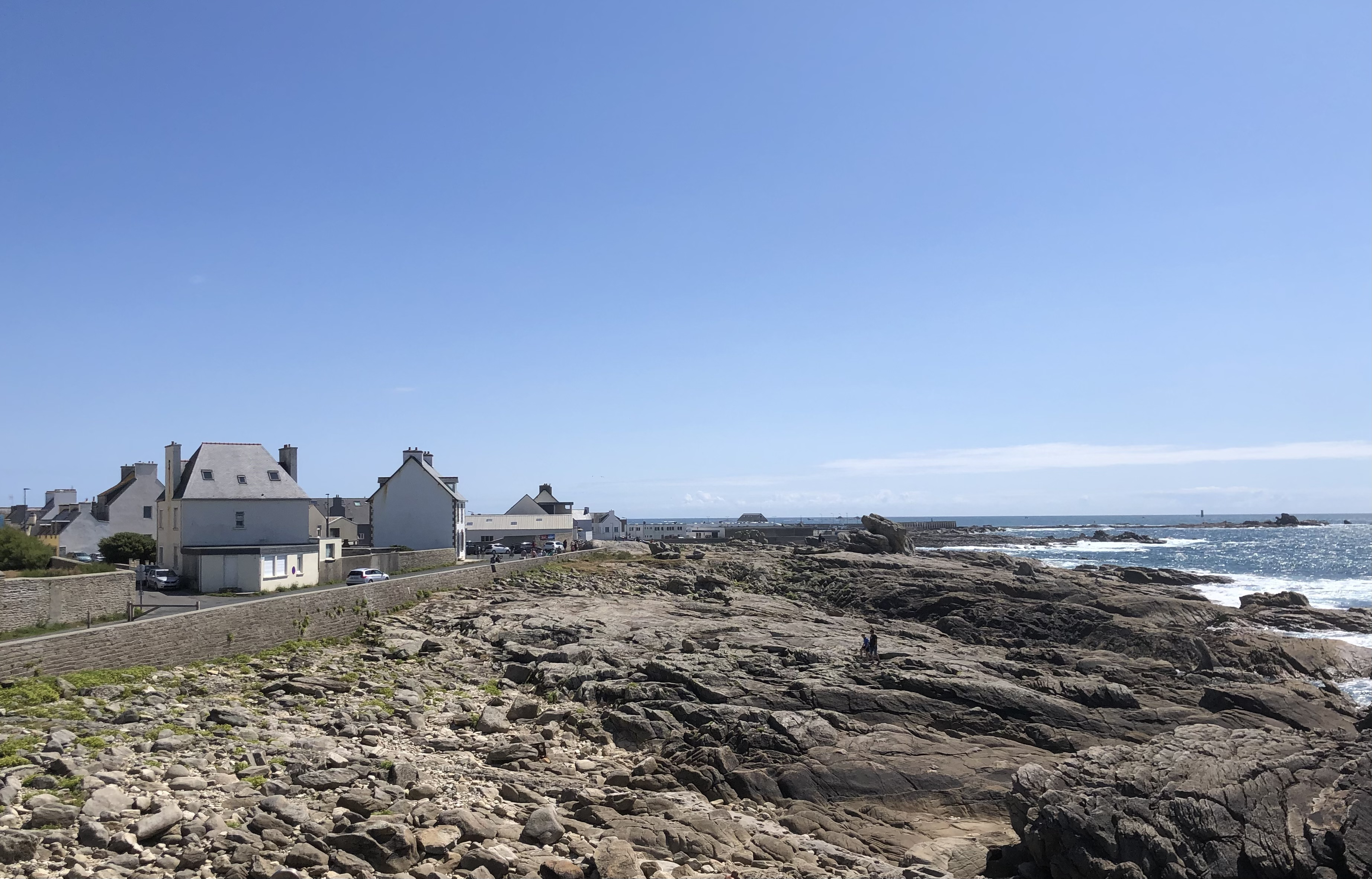
Blick nach Süden auf Saint-Guénolé

Die Felsen von Saint-Guénolé (französisch Rochers de Saint-Guénolé) sind eine markante Felsformation an der Küste der Bretagne in Frankreich.

## Geographie
Die Felsen erstrecken sich über etwa zwei Kilometer entlang der Uferlinie zur Keltischen See zwischen dem Strand Joie am Hafen von Saint-Guénolé und dem nordöstlich gelegenen Strand Pors Carn. Sie befinden sich unmittelbar nordwestlich des zur Gemeinde Penmarchs gehörenden Dorfs Saint-Guénolé. Landseitig führt der Küstenwanderweg GR 34 entlang.
Die Felsformation gehört zu den Überresten einer vor 400 Millionen Jahren bestehenden Bergkette, die sich ursprünglich auf bis zu 4000 Metern erhob.

## Geschichte
Mit dem Aufkommen des Tourismus im 19. Jahrhundert wurden die Felsen zu einem beliebten Ausflugsziel. Viele der Felsen erhielten eigene Namen. Bekannte Felsen sind Les Oreilles de Lapin (deutsch Hasenohren), le Moine (Mönch), la Tortue (Schildkröte), la Tête de cheval (Pferdekopf) auch als Tête de veau (Kalbskopf) bezeichnet, le Crapaud (Kröte), le Rhinocéros (Nashorn) und Le trou de l’enfer (Höllenloch).

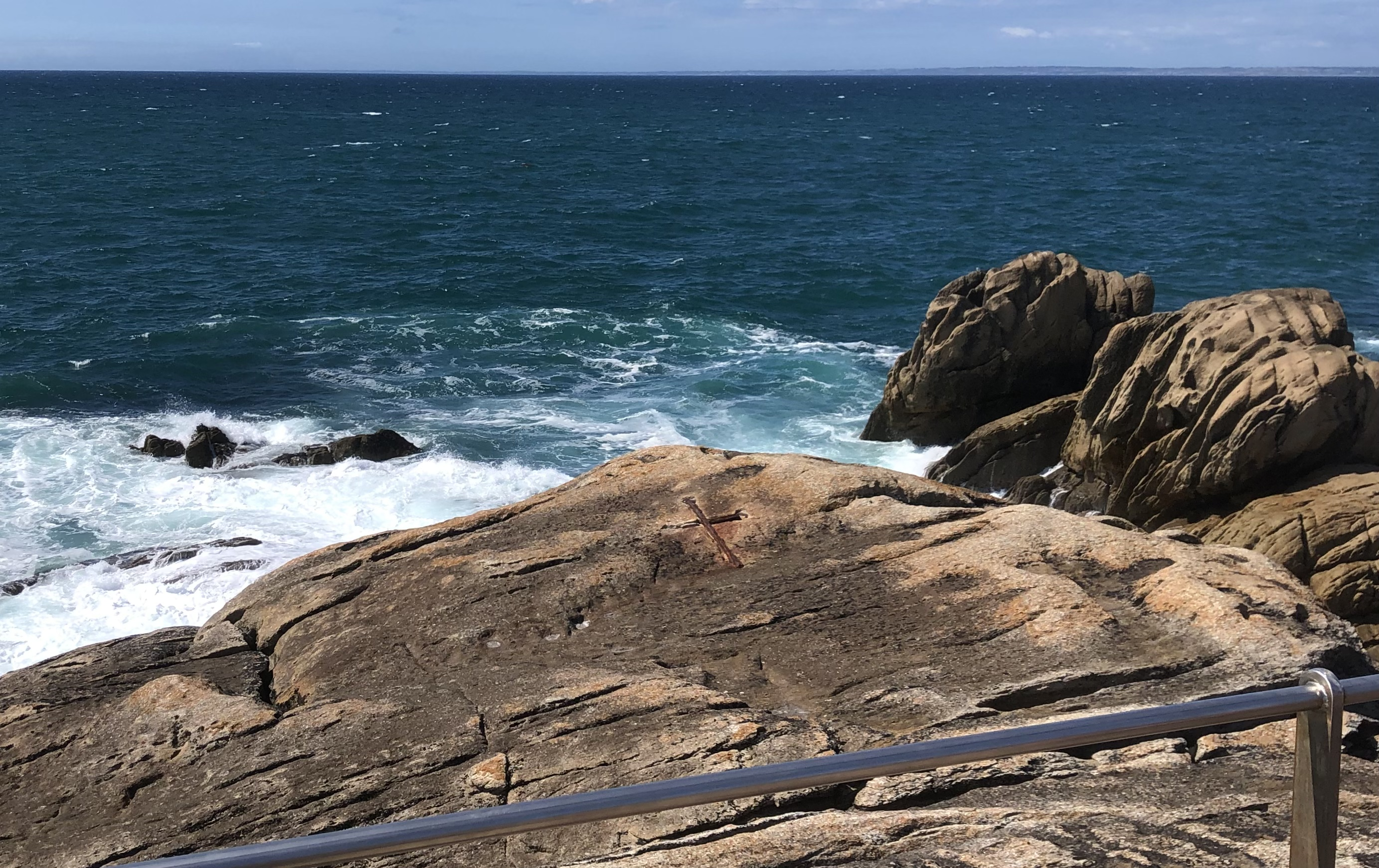
Blick auf das Kreuz

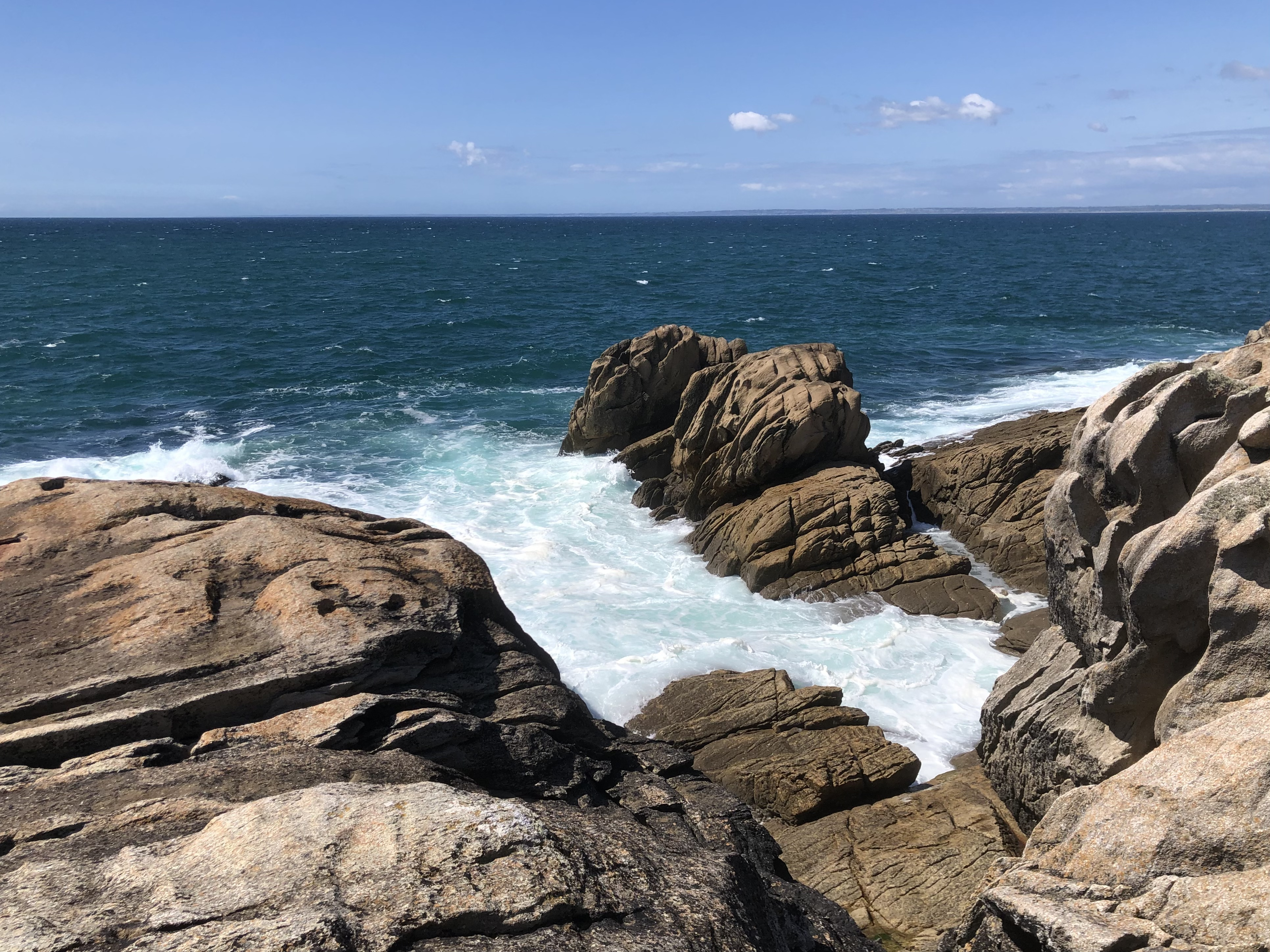
Einbuchtung

Besonders bekannt wurden die Felsen durch den tragischen Unglückstod der Familie des ehemaligen Präfekten des Département Finistère Gustave-Léonard Pompon-Levainville am 10. Oktober 1870. Gustave-Léonard Pompon-Levainville machte bei schönem Wetter gemeinsam mit seiner 30-jährigen Ehefrau Marie-Louise, seiner 9-jährigen Tochter Gabrielle, einem Erzieher (36 Jahre), seiner Schwägerin Frau Dresch und ihren beiden Kindern ein Picknick auf dem Felsen oberhalb des Höllenlochs, an dem die Gischt des Meeres besonders gut zu sehen ist. Pompon-Levainville stand mit seiner Schwägerin etwas abseits beim im Ort lebenden Maler und Archäologen Paul Maufras du Châtellier als ein Kind gegen 14.00 Uhr plötzlich auf bretonisch schrie: An tarzh ! (eine brechende Welle). Es blieb jedoch keine Zeit zur Reaktion. Eine gewaltige Welle schoss aus dem Höllenloch hervor und riss Frau Levainville sowie eine Nichte (17 Jahre) und einen Neffen (13 Jahre) vom Felsen. Die Welle breitete sich aus und traf auch Gabrielle und den Erzieher. Menschen wurden gegen Felsen geschleudert. Gustave-Léonard wollte hinterherstürzen, um jemanden zu retten, wurde jedoch von dem selbstmörderischen Versuch von einem Freund abgehalten. Eine Suche nach den Betroffenen blieb erfolglos. Alle fünf ertranken. Ihre Leichen wurden erst einige Tage später gefunden. Frau Levainville und ihre Tochter wurden auf dem Friedhof von Bénodet in einem Mausoleum beigesetzt.
Am Ort des Todes wurde ein Metallkreuz in den Felsen eingearbeitet. Auf dem La roche du préfet (Felsen des Präfekten), auch roche des victimes (Felsen der Opfer) genannt, wurde 1923 ein durch ein Metallgeländer gesicherter Aussichtspunkt geschaffen, vor dem sich seeseitig das Kreuz befindet. Eine Gedenktafel erinnert an die Opfer.
Ein weiterer Unglücksfall ereignete sich 1920, als eine junge Frau in ihrer Hochzeitsnacht, auf dem Felsen sitzend, von einer Welle getroffen und auf den Fels geschleudert wurde. Im Februar 1997 wurde ein junger Mann, während er ein Foto mit seiner Freundin macht, von einer Welle mitgerissen. Im Oktober 2000 passierte das einem 39-jährigen Spaziergänger am Höllenloch. Seine Leiche wurde einige Tage später am Strand Tronoën in Saint-Jean-Trolimon angespült. Während die Gefährlichkeit der Felsen bei höherem Seegang offensichtlich ist, besteht bei schönem Wetter eine trügerische Sicherheit.